# Rhythm Art Duo
Rhythm Art Duo är en svensk slagverksduo bestående av Daniel Berg och Fredrik Duvling. Sedan bildandet 1992 har ensemblen turnerat i både Sverige och Europa.
Duon spelar klassisk musik och har gjort flera samproduktioner med landets musikskolor, men största delen av repertoaren består av nutida konstmusik. Samarbetet med nutida tonsättare har lett till många uruppföranden.  Bland de många som skrivit musik direkt för duon kan nämnas - Paula af Malmborg Ward, Miklós Maros, Loreta Narvilaité och Torbjörn Grass. De turnerar ofta i Sverige och Europa och har ett nära samarbete med många av landets länsmusikstiftelser som t.ex. Kultur i Väst och Västmanlandsmusiken.
2008 släppte duon sitt första album Rhythm Art Duo på skivbolaget Phono Suecia. Albumet spelades in i det nya Radio/Tv-huset i Göteborg och innehåller musik komponerad för duon av bland annat Paula af Malmborg Ward och Miklós Maros. 2018 släpptes deras senaste skiva Carousel på skivbolaget Marten Recordings. Här presenteras ett par klassiker för slagverk som Tôru Takemitsus Rain Tree, Lou Harrisons Concerto for flute and Percussion (med Ann Elkjär som solist) samt Carousel av amerikanska gruppen Double Image, men också arrangerad musik av Astor Piazzolla och Wilhelm Seymer samt ny musik skriven direkt för duon av Maria Löfberg, Anders Åstrand och Miklós Maros.

## Verk skrivna för Rhythm Art Duo (urval)
- Missa brevis / Erland Hildén
- Dance, drums, dance ... / Carl-Axel Hall
- 2-4-4 / Björn Sikström
- Tms for Rhythm Art Duo / Mikael Forsman
- Solfeggio I / Miklós Maros
- Mallet dance / Anders Åstrand
- Do it once again! / Odd Sneeggen
- Elastic team 2 / Olov Helge
- Crooning /  Paula af Malmborg Ward
- Thunder dance / Albert Schnelzer
- Function and structure / Gustav Alexandrie
- Meditation à deux / Ida Fahl
- Akataka / Loreta Narvilaité
- One must never yield / Maria Löfberg
- Requiem to a Machine / Torbjörn Grass
- Intertwined 1-3 / Torbjörn Grass
- Surslagg / Torbjörn Grass
- Duo Arpeggio / Anders Åstrand
- Gioco di rincarorrersi / Miklós Maros.
- Nordisk Vår / Daniel Fjellström
- Urgency of Now / Jan Yngwe
- Där livet klingar ut / Ulrika Emanuelsson[3]